# Leichtathletik-Weltmeisterschaften 2011/Teilnehmer (Vereinigte Arabische Emirate)
| Goldmedaillen | Silbermedaillen | Bronzemedaillen |
| ------------- | --------------- | --------------- |
| —             | —               | —               |

Der Leichtathletik-Verband der Vereinigten Arabischen Emirate stellte eine Teilnehmerin und einen Teilnehmer bei den Leichtathletik-Weltmeisterschaften 2011 im südkoreanischen Daegu.

## Ergebnisse

### Männer

#### Laufdisziplinen
| Athlet              | Disziplin | Vorlauf | Vorlauf | Halbfinale         | Halbfinale         | Finale             | Finale             |
| Athlet              | Disziplin | Zeit    | Platz   | Zeit               | Platz              | Zeit               | Platz              |
| ------------------- | --------- | ------- | ------- | ------------------ | ------------------ | ------------------ | ------------------ |
| Omar Jouma al-Salfa | 200 m     | 21,45 s | 48      | nicht qualifiziert | nicht qualifiziert | nicht qualifiziert | nicht qualifiziert |

### Frauen

#### Laufdisziplinen
| Athletin            | Disziplin | Vorlauf      | Vorlauf | Halbfinale | Halbfinale | Finale             | Finale             |
| Athletin            | Disziplin | Zeit         | Platz   | Zeit       | Platz      | Zeit               | Platz              |
| ------------------- | --------- | ------------ | ------- | ---------- | ---------- | ------------------ | ------------------ |
| Alia Saeed Mohammed | 5000 m    | 16:10,37 min | 20      |            |            | nicht qualifiziert | nicht qualifiziert |